# Rippen (piano)

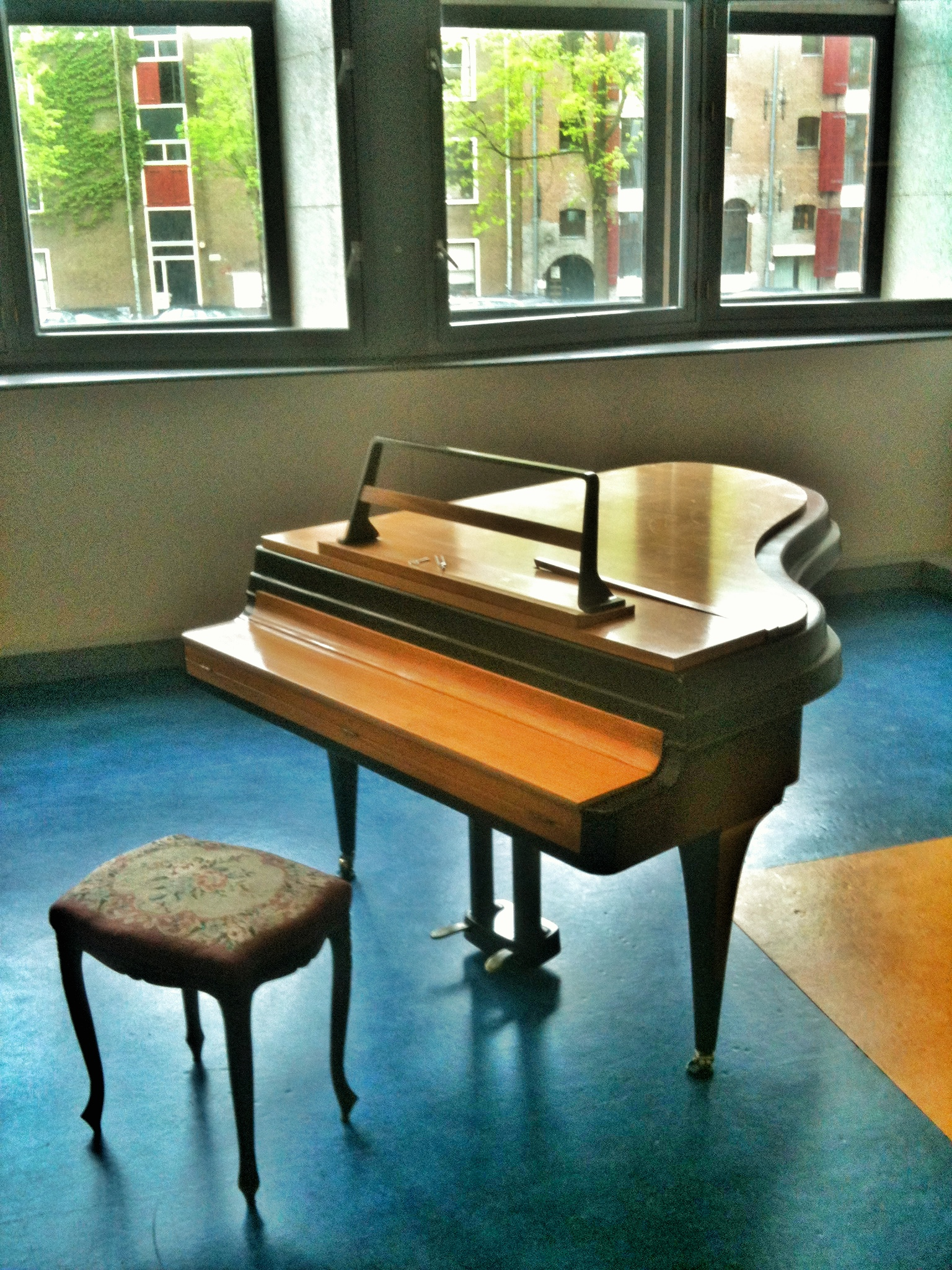
Rippen Vleugel in de Theaterschool, Amsterdam

Rippen was een Nederlandse producent van piano's.
De Rippen pianofabriek N.V. werd in 1937 opgericht in Den Haag door J.J. Rippen. In 1951 verhuisde de productie naar Ede. Rippen NV had een dochtermaatschappij in het Ierse Shannon; voorts was er een filiaal in Hoogeveen. Het bedrijf hield in 2004 op te bestaan.

## Aluminium vleugel
Een bekend model was de Rippen vleugel, die zich kenmerkte door het gebruik van alternatieve materialen zoals silumine (een aluminiumlegering). Dit type, een ontwerp van J.J. Rippen, is ontworpen in 1946. Terwijl een normale vleugel in feite een stalen frame in een houten bak is, is de Rippen-vleugel één geheel. De vleugel was in serieproductie tot 1972. In Nederland beschikken onder andere de Martinikerk in Groningen, de Jachtclub in Rotterdam, de Vredeskapel in Bilthoven en de geluidsstudio van de Theaterschool in Amsterdam over een aluminium exemplaar.
Een ander markant ontwerp was de opklapbare Lindnervleugel, ontworpen door Rippens zoon Nico in 1969.

## Serienummers van de instrumenten
- 1950: 9090
- 1960: 49125
- 1970: 113245
- 1980: 167000
- 1988: 203800
- 1998 tot 2003 (Yantai Long Feng Fabrieken): piano's 20000 tot 53000; vleugels 200000 tot 220000
- 2003 tot 2007 (Yantai Perzina Fabrieken): piano's 7760000 tot 7785000 ; vleugels 0290000 tot 0301400